# Ormosia uralensis
Ormosia uralensis är en tvåvingeart som beskrevs av Paul Lackschewitz 1964. Ormosia uralensis ingår i släktet Ormosia och familjen småharkrankar. Inga underarter finns listade i Catalogue of Life.